# 包立賢
包立賢（Andrew Clifford Winawer Brandler）投資銀行家，嘉道理父子有限公司之董事兼主席、香港上海大酒店有限公司之非執行董事及副主席、中電控股有限公司和太平地氈國際有限公司非執行董事，前中電控股有限公司集團總裁及首席執行官。他於2000年5月加盟中電集團。2008年至2010年曾任香港總商會主席。包立賢有3段婚姻，共5名子女。

## 學歷及專業資格
- 劍橋大學文學碩士
- 哈佛商學院工商管理碩士
- 英格蘭及威爾斯特許會計師公會會員

## 公職
- 香港廉政公署審查貪污舉報諮詢委員會委員
- 航空發展諮詢委員會委員
- 大珠三角商務委員會委員